# Hunnewell (Missouri)
Hunnewell és una població dels Estats Units a l'estat de Missouri. Segons el cens del 2000 tenia 227 habitants.

## Demografia
Segons el cens del 2000, Hunnewell tenia 227 habitants, 95 habitatges, i 62 famílies. La densitat de població era de 139,1 habitants per km².
Dels 95 habitatges en un 31,6% hi vivien nens de menys de 18 anys, en un 49,5% hi vivien parelles casades, en un 12,6% dones solteres, i en un 33,7% no eren unitats familiars. En el 30,5% dels habitatges hi vivien persones soles el 8,4% de les quals corresponia a persones de 65 anys o més que vivien soles. El nombre mitjà de persones vivint en cada habitatge era de 2,39 i el nombre mitjà de persones que vivien en cada família era de 3,03.
Per edats la població es repartia de la següent manera: un 26,4% tenia menys de 18 anys, un 6,2% entre 18 i 24, un 30% entre 25 i 44, un 20,3% de 45 a 60 i un 17,2% 65 anys o més.
L'edat mediana era de 38 anys. Per cada 100 dones de 18 o més anys hi havia 106,2 homes.
La renda mediana per habitatge era de 24.861 $ i la renda mediana per família de 31.429 $. Els homes tenien una renda mediana de 28.750 $ mentre que les dones 22.500 $. La renda per capita de la població era de 12.985 $. Entorn del 13,2% de les famílies i el 15,9% de la població estaven per davall del llindar de pobresa.

## Poblacions més properes
El següent diagrama mostra les poblacions més properes.